# Mariam Usman
Mariam Usman (* 9. November 1990 in Kaduna) ist eine nigerianische Gewichtheberin.
Mariam Usman nahm an den Olympischen Sommerspielen 2008 in Peking teil, wo sie in der Gewichtsklasse +75 kg zunächst den fünften Platz mit einer Gesamtleistung von 265 kg erringen konnte. Im August 2016 wurde bei einer groß angelegten Nachüberprüfung der Sportler von 2008 festgestellt, dass sich die bisherigen Silber- und Bronzemedaillensiegerinnen, die Ukrainerin Olha Korobka und die Kasachin Marija Grabowezkaja ihre Erfolge mittels Doping erschlichen hatten. Daraufhin wurden beide disqualifiziert und ihre Medaillen neu verteilt. Mariam Usman erhielt die Bronzemedaille. Bei der Weltmeisterschaft 2007 belegte sie den neunten Platz mit 257 kg. Für Nigeria gewann sie zudem die Goldmedaille bei der Afrikameisterschaft 2008 in der Gewichtsklasse ab 75 kg mit 265 kg.